# Modlitwy fatimskie
Modlitwy fatimskie – modlitwy odmawiane przez chrześcijan (głównie katolików), związane z uznanymi oficjalnie przez Kościół rzymskokatolicki objawieniami maryjnymi w portugalskiej Fatimie. 

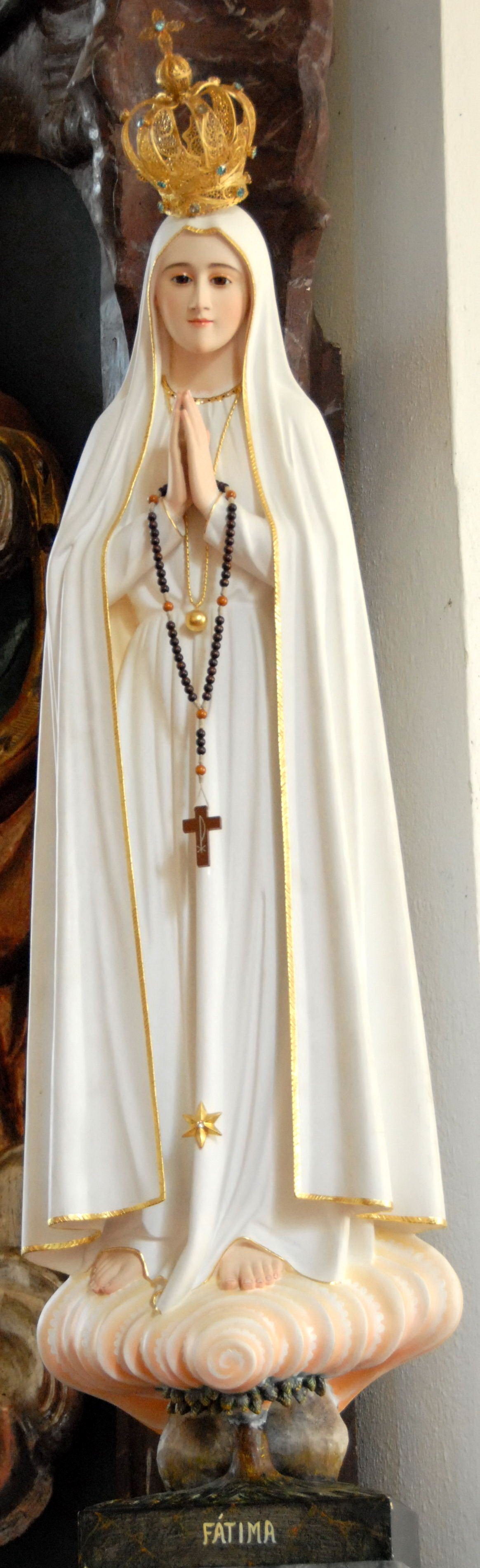
Matka Boża Fatimska

## Modlitwy Anioła

### Modlitwa wynagradzająca
O mój Boże, wierzę w Ciebie, uwielbiam Ciebie, ufam Tobie i kocham Ciebie z całego serca. Proszę Cię o przebaczenie tym, którzy nie wierzą, nie uwielbiają Ciebie, którzy nie ufają Tobie i którzy Cię nie kochają.

### Modlitwa do Trójcy Świętej
Przenajświętsza Trójco, Ojcze, Synu i Duchu Święty! Z najgłębszą czcią i żalem za moje grzechy, ofiaruję Tobie drogocenne Ciało i Krew, Duszę i Bóstwo naszego Zbawiciela obecnego w Najświętszym Sakramencie Ołtarza na całej kuli ziemskiej, jako zadośćuczynienie za grzechy, przez które On sam jest znieważany. Na mocy nieskończonych zasług Jego Najświętszego Serca i przez wstawiennictwo Niepokalanego Serca Maryi, proszę Cię o nawrócenie nieszczęśliwych grzeszników. Amen.

## Modlitwy Matki Bożej

### Modlitwa po dziesiątce różańca
O mój Jezu, przebacz nam nasze grzechy, zachowaj nas od ognia piekielnego, zaprowadź wszystkie dusze do nieba i dopomóż szczególnie tym, którzy najbardziej potrzebują Twojego miłosierdzia.

### Modlitwa pokutna (przy podejmowaniu ofiar)
O Jezu z miłości ku Tobie i dla nawrócenia grzeszników, pragnę Ci wynagrodzić za wszystkie zniewagi wyrządzane Niepokalanemu Sercu Maryi.

## Inne modlitwy

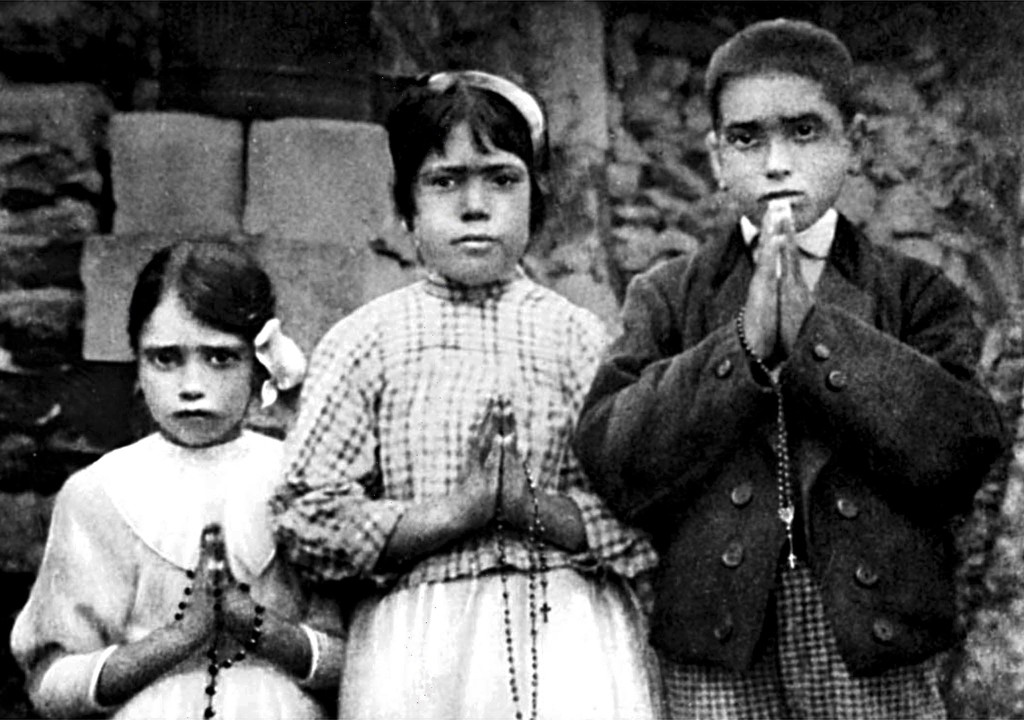
Od lewej do prawej: Jacinta Marto, Lúcia Santos i Francisco Marto

Modlitwy nie przekazane w trakcie objawień, lecz silnie utożsamiane z kultem Matki Bożej Fatimskiej.

### Modlitwy odmawiane przez dzieci z Fatimy
Boże mój, kocham Cię z całą wdzięcznością za wszystkie łaski, jakimi mnie obdarzyłeś. O Jezu, kocham Ciebie! Słodkie Serce Maryi, bądź moim ratunkiem. Niepokalane Serce Maryi, nawróć grzeszników, wybaw dusze od piekła. Bądź błogosławiony, bądź uwielbiony Przenajświętszy Sakramencie Eucharystii, błogosławiony i święty owocu Przeczystej Dziewicy, Świętej Maryi.

### Akt oddania Niepokalanemu Sercu
Maryjo, Dziewicza Matko Boga i nasza, oddajemy się Twemu Niepokalanemu Sercu w akcie całkowitego zawierzenia Panu Bogu.
Będziemy prowadzeni przez Ciebie do Chrystusa, Twego Syna i Syna Bożego, a przez Niego i z Nim ku Ojcu Przedwiecznemu. Dążyć będziemy w świetle wiary, nadziei i miłości, aby świat uwierzył, że Chrystus jest wysłannikiem Ojca, by nam przekazać Jego Słowo, a posłani przez Niego, będziemy nieśli, aż na krańce ziemi poznanie i miłość ku Niemu.
I tak pod macierzyńską opieką Twego Niepokalanego Serca staniemy się z Chrystusem jednym ludem zdobytym Jego śmiercią i świadkami Jego Zmartwychwstania i przez Niego prowadzeni ku Ojcu na chwałę Przenajświętszej Trójcy, którą wysławiamy, wychwalamy i wielbimy. Amen.